# Balthasar Neumann
Johann Balthasar Neumann (Eger, danas Cheb, Češka, 30. siječnja 1687. – Würzburg, 18. kolovoza 1753.) bio je njemački arhitekt i inženjer; vodeći predstavnik njemačkog kasnoga baroka i rokokoa.

## Životopis i djela
Balthasar Neumann je rođen u mjestu Eger (danas Cheb u Češkoj), a preselio se u Würzburg 1711. godine gdje je djelovao kao topnički časnik. Godine 1713. napravio je Instrumentum Architecturae, vrstu šestara za projektiranje stupova u arhitekturi. Od 1717. godine djelovao je u Würzburgu kao glavni graditelj kneza izbornika, tj. obitelji Schönborn, te od 1732. god. i kao sveučilišni nastavnik civilne i vojne arhitekture. Pod njihovim sponzorstvom dodatno se naukovao o arhitekturi putovanjima u Italiju, Francusku i Nizozemsku. 
Balthasar Neumann je ostvario preko 100 svojih projekata. Maštovitim tlocrtnim rješenjima i uporabom raskošnih dekoracija projektirao je i rekonstruirao mnogobrojne dvorce (Bruchsal, Brühl, Werneck), Kneževu rezidenciju (Dvorac u Würzburgu), mostove, utvrde, fontane, parkove i crkve (hodočasnička u Vierzehnheilingenu kraj Bamberga). Njegovo posljednje djelo bila je crkva Svete Marijine Vizitacije (Wallfahrtskirche Mariaheimsuchung) u Eltmannu iz 1755. godine.

## Poveznice
- Arhitektura baroka

## Vanjske poveznice
- Enciklopedija svijeta - biografije.
- Johann Balthasar Neumann - Članak katoličke enciklopedije.